# Geferson
Geferson Cerqueira Teles (nascut el 13 de maig de 1994), conegut com a Geferson, és un jugador professional de futbol brasiler que juga amb l'Internacional com a lateral esquerre.